# نیل سالیوان
نیل سالیوان (انگلیسی: Neil Sullivan؛ زادهٔ ۲۴ فوریهٔ ۱۹۷۰) یک بازیکن فوتبال اهل اسکاتلند است.